# Brunnby distrikt
Brunnby distrikt är ett distrikt i Höganäs kommun och Skåne län. 
Distriktet ligger norr om Höganäs. Här finns kända landmärken som Kullabergs naturreservat och Lars Vilks kända konstverk Nimis. I Brunnby distrikt ligger även tätorten Mölle.

## Tidigare administrativ tillhörighet
Distriktet inrättades 2016 och utgörs av socknen Brunnby i Höganäs kommun.
Området motsvarar den omfattning Brunnby församling hade 1999/2000.